# Monoblepharomycotina
Sous-division
Les Monoblepharomycotina sont une sous-division de champignons Chytridiomycètes.

## Liste des classes
- Monoblepharidomycetes J. H. Schaffn., 1909
- Hyaloraphidiomycetes Doweld, 2001
- Sanchytriomycetes Tedersoo & al., 2018